# Ingrid Almqvist (idrottare)
Ingrid Margareta Almqvist, född 10 oktober 1927 i Göteborg i Sverige, död 9 november 2017 i Göteborg i Sverige, var en svensk friidrottare (spjutkastning) och handbollsspelare. I spjutkastning deltog hon i tre olympiska spel samt vann 15 svenska mästerskap. Detta gör henne till Sveriges genom tiderna mest framgångsrika kvinnliga spjutkastare. Hon tävlade som friidrottare först för Redbergslids IK och senare för Göteborgs Kvinnliga IK. Som handbollsspelare spelade hon för Redbergslids IK och deltog i elva landskamper under 1950-talet.

## Biografi

### Tidiga år, två idrotter
Ingrid ”Pyret” Almqvist vet inte säkert hur hennes idrottskarriär började, berättade hon i Redbergslids IK:s 100-årshistorik. I skolan hade hon prövat på flera idrotter, bland annat så skilda grenar som slungboll och stående längd. Kanske var det en manlig skolkamrat, säger hon, som fick henne att ta kontakt med RIK. Där började hon 1944 med handboll i B-laget och avancerade efter ett år upp i A-laget. Tränare var RIK-profilen Lennart Necander. Det var han som uppfann smeknamnet ”Pyret” så att man utan problem skulle kunna skilja henne från den betydligt längre lagkamraten Ingrid Samuelsson.
Trots att Ingrid Almqvists far Filip ”Slänta” Almqvist hade varit spjutkastare i flera föreningar hade han inte vid något tillfälle försökt inspirera sin dotter att pröva på denna gren. Det var Lennart Necander som kom att testa Ingrid Almqvists fallenhet för spjutkastning. Experimentet utföll till belåtenhet och snart var hon en del av RIK:s kvinnliga friidrott.

### SM och NM
Ingrid Almqvist började nu öva spjutkastning med betydande energi. Snart presterade hon fina resultat. Efter ett års träning debuterade hon på SM 1946 där hon blev tvåa. Fram till 1964 vann hon därefter medalj vid samtliga SM-tävlingar med undantag för 1959 då hon hade brutit foten. Av hennes totalt 18 spjutmedaljer har 15 valören guld. I distriktsmästerskapen segrade hon vid ett dussin tillfällen, till synes varje gång hon tävlade. Under sin karriär förbättrade hon det svenska rekordet vid totalt 16 tillfällen. År 1947, den första gången, kastade hon 39,24 meter och den sista gången, som inträffade 1964, nådde hon 52,32. Den sistnämnda noteringen stod sig som svenskt rekord i tio år.
Vid de nordiska mästerskapstävlingarna, som för friidrottens vidkommande ägde rum 1961, 1963 och 1965, vann Ingrid Almqvist förstnämnda år med resultatet 50,85 meter. De båda övriga åren ställde hon inte upp.

### Spjut i landslaget
Under sina cirka 20 år i eliten blev Ingrid Almqvist uttagen att representera Sverige i sammanlagt 33 landskamper. Hon debuterade i blågult 1947 och fram till 1964 deltog hon i alla landskamper utom tre, då skador utgjorde hinder. Den vanligaste motståndaren var Finland och därnäst Danmark. Vid totalt 15 tillfällen segrade hon i landskampens spjuttävling. Landskampsutbytet innebar resor till åtskilliga städer utanför Norden såsom Prag, Budapest, Zagreb, Zürich och Leipzig. Ingrid Almqvists sista svenska rekord satte hon vid sin sista landskamp i Helsingfors i september 1964.
År 1960 lämnade Ingrid Almqvist RIK och anslöt sig till Göteborgs Kvinnliga Idrottsklubb, GKIK. Som motiv för övergången anförde hon att hon känt sig ganska ensam som friidrottare i RIK. I GKIK fanns flera kamrater från landslaget, bland annat kulstötaren Eivor Olsson Lagman som tidigare hade tillhört RIK. Ingrid Almqvist och Eivor Olsson Lagman hade varit bästa träningskompisar och debuterat i landslaget vid samma tillfälle. Under några år tränade de i stort sett varje dag under sommarhalvåret. Det mesta av träningen fick de sköta på egen hand, men när landskampsutbyte blev vanligt fick de viss hjälp av landslagstränaren Martin Jansson.
I GKIK kom Ingrid Almqvist att vara aktiv under fem år. Att hon slutade efter säsongen 1964, då hon var 37 år, berodde på ”att den rätta inspirationen inte längre fanns”, att hon kände att hon ”hade gjort tillräckligt”, sa hon i en tillbakablickande intervju.

### Stora mästerskap
Ingrid Almqvist deltog i flera internationella mästerskap, närmare bestämt tre OS och tre EM. Debuten skedde vid OS i London 1948. Efter de längder hon hade presterat på hemmaplan förväntade man sig ”en hygglig placering”, heter det i Olympiaboken. ”Men när hon kom in på stora Wembley hittade hon aldrig melodin”, fortsätter texten och konstaterar krasst att hon inte nådde fram till finalen med ett bästa kast runt 40 meter. I EM i Bryssel två år senare deltog både Ingrid Almqvist och Eivor Olsson Lagman i spjuttävlingen. Framgången blev måttlig, och med resultaten 38,21 och 34,85 meter hamnade de på åttonde respektive trettonde plats.
I Helsingfors-OS 1952 representerades Sverige inte av någon kvinnlig spjutkastare. I fallet Ingrid Almqvist var förklaringen helt enkelt att hon var skadad. När det var dags för EM i Bern 1954 var hon åter kurant. Hennes prestationer under säsongen gav anledning till viss optimism. Denna visade sig dock omotiverad. Med kastlängden 41,95 belade hon tionde plats. Ingrid Almqvist tillhörde 1956 den svenska trupp som fick företa den långa resan till OS i Melbourne i månadsskiftet november-december. Hennes form föreföll god; hon hade i flera tävlingar noterat kastlängder runt 50 meter och vid ett tillfälle satt nytt svenskt rekord med 51,60. I Melbourne svarade hon för en ”strong prestation”, löd omdömet i bokfilmen Olympia. Hennes längsta kast mätte 49,74 och med detta låg hon en kort stund på andra plats. Den slutliga placeringen blev femma, en halv meter från bronsmedaljen.
År 1958 var ett mästerskapsår för Sverige. Under första delen av sommaren var landet värd för VM i fotboll och under sensommaren för EM i friidrott. Utfallet av fotbollen blev lyckosamt och befrämjade förhoppningar om framgång även inom friidrotten. De blev delvis tillgodosedda – på herrsidan. De tio tävlande svenska damerna blev däremot utan medalj. Ingrid Almqvists insats föranledde inte många lovord. Boken Världsmästare 1958 noterade med beklagande att hon ”bara” hade kastat 46,90 meter vilket gav en niondeplats. Om hon hade haft normal 50-metersform skulle ”Pyret” ha erövrat en medalj.
”Men det går lyckligtvis flera tåg”, avslutar boken Världsmästare 1958. Det sista för Ingrid Almqvists del blev OS i Rom 1960. Här hade kvalgränsen satts till 48 meter, en längd som hon hade överträffat många gånger. Denna gång lyckades detta inte. Med resultatet 47,67 försatt hon chansen att komma till final. Hennes framträdande vid storinternationella evenemang var därmed till ända. I belysning av hennes allmänt goda prestanda i svenska och nordiska sammanhang måste resultaten vid internationella mästerskap karaktäriseras som mindre lyckosamma. Hon var inte bäst när det gällde som mest.

### Handboll och övriga idrotter
Ingrid Almqvist kom alltsedan den tidiga starten i RIK:s handboll att fortsätta med denna under många år. Hennes kapacitet var även i detta fall av sådan kvalitet att hon placerades i landslaget – vid totalt elva tillfällen. Debuten skedde sommaren 1951 mot Finland och resulterade i seger. Den avslutande matchen spelades i januari 1959 då Sverige förlorade mot Östtyskland. Ingrid Almqvists största framgång med landslaget inträffade 1955 då Sverige blev nordisk mästare efter tre raka segrar med Ingrid Almqvist som flerfaldig målskytt.
Under sin tid som handbollsspelare för RIK fick hon uppleva två finaler i ute-SM. År 1953 blev det stryk av IFK Lidingö med 4–3 och 1956 av Guif med 4–1. I DM blev det däremot flera uppsättningar guld för handbollsspelaren Ingrid Almqvist. Hon ingick i det RIK-lag som vann inomhustävlingen åren 1945 och 1946 samt 1955 och 1958.
Att Ingrid Almqvist var en mångsidig idrottare markeras med eftertryck av det faktum att hon vid ett tillfälle nådde finalrundan i SM i fäktning. Hennes prissamling innehåller även ett par utmärkelser från tävlingar i orientering.

### Senare år
Efter avslutad elitkarriär arbetade Almqvist som handbollstränare och gymnastiklärare i Göteborgs kommun. Hon avled i november 2017, en månad efter det att hon hade fyllt 90 år.

## Meriter
Almqvist deltog i spjut i tre olympiska spel:
- 1948 i London kom hon på tionde plats
- 1956 i Melbourne kom hon femma
- 1960 i Rom blev hon utslagen i kvalet

Hon deltog även i ett antal europamästerskap:
- 1950 i Bryssel åtta
- 1954 i Oslo tia
- 1958 i Stockholm nia

Hon utsågs år 1952 till Stor tjej nummer 162. 

### Allmänna
- Svenska Mästerskapen i friidrott 1896-2005. Trångsund: Erik Wiger/TextoGraf Förlag. 2006. ISBN 91-631-9065-6
- friidrott.se:s Stora Grabbar-sida
- Stora grabbars märke
- Ingrid Almqvist på Sveriges Olympiska Kommittés webbplats

### Fotnoter
1. ↑  http://www.friidrottaren.com/ingrid-pyret-almqvist-in-memoriam/
2. 1 2 3 4 5 6 7 8 9 10 11 12 13 14  Persson, Lennart K. ”Ingrid Margareta Almqvist”. skbl.se (licens: CC BY 4.0). https://skbl.se/sv/artikel/IngridMargaretaAlmqvist. Läst 7 juli 2019.